# Großer Preis der USA 2024
Der Große Preis der USA 2024 (offiziell Formula 1 Pirelli United States Grand Prix 2024) fand am 20. Oktober auf dem Circuit of The Americas in Austin statt und war das 19. Rennen der Formel-1-Weltmeisterschaft 2024.

## Bericht

### Hintergründe
Nach dem Großen Preis von Singapur führte Max Verstappen in der Fahrerwertung mit 52 Punkten vor Lando Norris und mit 86 Punkten vor Charles Leclerc. In der Konstrukteurswertung führte McLaren-Mercedes mit 41 Punkten vor Red Bull und mit 75 Punkten vor Ferrari.
Beim Großen Preis der USA stellte Pirelli den Fahrern die Reifenmischungen C2 Hard (weiß), C3 Medium (gelb) und C4 Soft (rot) sowie Cinturato Intermediates (grün) und Cinturato Full-Wets (blau) für nasse Bedingungen zur Verfügung.
Im Rahmen des Wochenendes fand der vierte Sprint der Saison statt.
Im Vorfeld des Wochenendes gab es einen Fahrerwechsel: Bei RB übernahm Liam Lawson für den Rest der Saison das Cockpit von Daniel Ricciardo.
Alexander Albon bestritt seinen 100. Grand Prix.
Alpine trat anlässlich der bevorstehenden Veröffentlichung des Videospiels „Indiana Jones und der Große Kreis“ mit einer Sonderlackierung im Indiana-Jones-Design an. Auch McLaren trat in Zusammenarbeit mit Sponsor Chrome in einer Sonderlackierung mit Chrom-Elementen an. Zuletzt ging auch Haas anlässlich des Heimrennens in einer Sonderlackierung an den Start, zudem warb erstmals der neue technische Partner des Teams, Toyota GAZOO Racing Europe, auf dem Fahrzeug.
Fernando Alonso (acht), Lance Stroll (fünf), Verstappen, Nico Hülkenberg (jeweils vier), Esteban Ocon, Sergio Pérez (jeweils drei), George Russell, Valtteri Bottas (jeweils zwei) und Carlos Sainz jr. (einer) gingen mit Strafpunkten ins Rennwochenende.
Mit Lewis Hamilton (sechsmal), Verstappen (dreimal) und Bottas (einmal) traten drei ehemalige Sieger zu diesem Grand Prix an.
Als Rennkommissare für dieses Rennwochenende fungierten Garry Connelly (AUS), Loïc Bacquelaine (BEL), Derek Warwick (GBR) und Dennis Dean (USA).

### Training
Im ersten und einzigen freien Training war Sainz jr. mit einer Zeit von 1:33,602 Minuten Schnellster vor Leclerc und Verstappen.

### Sprint-Qualifying
Das Sprint-Qualifying bestand aus drei Teilen mit einer Nettolaufzeit von 30 Minuten. Im ersten Qualifying-Segment (SQ1) hatten die Fahrer zwölf Minuten Zeit, um sich für den Sprint zu qualifizieren. Alle Fahrer, die im ersten Abschnitt eine Zeit erzielten, die maximal 107 Prozent der schnellsten Rundenzeit betrug, qualifizierten sich für den Sprint. Die besten 15 Fahrer erreichten den nächsten Qualifikationsabschnitt. Leclerc war Schnellster. Oscar Piastri, Ocon und Albon sowie beide Kick Sauber-Fahrer schieden aus.
Der zweite Abschnitt (SQ2) dauerte zehn Minuten. Die schnellsten zehn Piloten qualifizierten sich für den dritten Teil des Qualifyings. Sainz jr. war Schnellster. Pérez, beide Aston Martin-Fahrer, Lawson und Pierre Gasly schieden aus.
Der letzte Abschnitt (SQ3) ging über eine Zeit von acht Minuten, in denen die ersten zehn Startpositionen vergeben wurden. Verstappen erzielte mit einer Zeit von 1:32,833 Minuten die Bestzeit vor Russell und Leclerc.

### Sprint
Den Sprint, welcher über 19 Runden ging, entschied Verstappen für sich. Für Verstappen war es der elfte Sieg in einem Sprintrennen. Zweiter wurde Sainz jr., nachdem dieser Norris in der letzten Runde überholen konnte. Die restlichen Punkteplatzierungen belegten Leclerc, Russell, Hamilton, Kevin Magnussen und Hülkenberg.

### Qualifying
Das Qualifying bestand aus drei Teilen mit einer Nettolaufzeit von 45 Minuten. Im ersten Qualifying-Segment (Q1) hatten die Fahrer 18 Minuten Zeit, um sich für das Rennen zu qualifizieren. Alle Fahrer, die im ersten Abschnitt eine Zeit erzielten, die maximal 107 Prozent der schnellsten Rundenzeit betrug, qualifizierten sich für das Rennen. Die besten 15 Fahrer erreichten den nächsten Qualifikationsabschnitt. Verstappen war Schnellster. Hamilton, beide Williams-Fahrer sowie beide Kick Sauber-Piloten schieden aus.
Der zweite Abschnitt (Q2) dauerte 15 Minuten. Die schnellsten zehn Piloten qualifizierten sich für den dritten Teil des Qualifyings. Verstappen war erneut Schnellster. Beide RB-Piloten sowie Hülkenberg, Ocon und Stroll schieden aus.
Der letzte Abschnitt (Q3) ging über eine Zeit von zwölf Minuten, in denen die ersten zehn Startpositionen vergeben wurden. Norris erzielte mit einer Rundenzeit von 1:32,330 Minuten die Bestzeit vor Verstappen und Sainz jr. Es war Norris’ siebte Pole-Position.

### Rennen
Nach seinem Unfall im letzten Teil der Qualifikation mussten an Russell´s Wagen Teile ausgetauscht werden, womit er gegen die Parc-fermé-Bedingungen verstieß und daher aus der Boxengasse starten musste.
Beim Start kam Pole-Setter Norris schlecht weg, sodass in der ersten Kurve Verstappen bereits neben ihm war. Leclerc, welcher als Vierter startete, nutzte den Zweikampf der beiden aus, um sofort die Führung zu übernehmen.
In der zweiten Runde war dann das Rennen für Rekordsieger Hamilton bereits vorbei. Ohnehin nur von Startplatz 17 ins Rennen gegangen, drehte sich sein Mercedes in der vorletzten Kurve von der Strecke und er blieb im Kiesbett stecken. Zur Bergung des Fahrzeuges wurde das Safety-Car auf die Strecke geschickt.
Beim Restart konnte sich Leclerc gegen Verstappen verteidigen und die Führung behalten. Dahinter übte Sainz jr. mehrere Runden lang Druck auf Verstappen aus, ohne dabei allerdings vorbeizukommen.
In der 13. Runde überholte Russell Bottas, wobei er den Finnen von der Strecke drängte und hierfür eine Fünf-Sekunden-Zeitstrafe erhielt.
In der 22. Runde eröffnet aus der Spitzengruppe Sainz jr. die Boxenstopp-Phase und wechselte von Mediums auf Hard. Drei Runden später stoppte dann auch Verstappen und verlor den zweiten Platz an Sainz jr. Leclerc folgte im Anschluss, sodass Norris nun die Führung des Rennens übernahm. Leclerc kam als Dritter hinter den beiden McLaren-Piloten zurück auf die Strecke. Nachdem die beiden McLaren ebenfalls an der Box waren, wurde die vorherige Rangordnung wieder hergestellt. Leclerc führte somit vor Sainz jr., Verstappen, Norris und Piastri.
Während sich die beiden Ferrari sukzessive absetzen konnten, holte Norris auf seinen WM-Kontrahenten Verstappen auf und verringerte in den folgenden Runden den Rückstand. In der 51. Runde versuchte der Brite dann einen Angriff, welcher von Verstappen noch abgewehrt werden konnte. Eine Runde später war das Manöver am Ende der langen Geraden dann erfolgreich, allerdings verließen beide Fahrer dabei die Strecke, sodass Norris Verstappen außerhalb der Strecke überholte. Norris erhielt hierfür eine Fünf-Sekunden-Zeitstrafe, welche ihm auf seine Gesamtzeit addiert wurde.
Leclerc gewann schlussendlich das Rennen vor Sainz jr., welcher somit den Doppelsieg für Ferrari sicherstellte. Es war Ferraris erster Doppelsieg in den USA seit 2006. Für Leclerc war es der achte Sieg in der Formel-1-Weltmeisterschaft. Verstappen wurde Dritter vor Norris und Piastri. Die restlichen Punkteplatzierungen belegten Russell, Pérez, Hülkenberg, Lawson und Franco Colapinto. Die schnellste Rennrunde erzielte Ocon, der aber außerhalb der Punkteränge ins Ziel kam und daher keinen Punkt dafür erhält.
In der Fahrerwertung konnte Verstappen erstmals seit neun Rennen seinen Vorsprung auf Norris wieder ausbauen. Leclerc festigte den dritten Platz. In der Konstrukteurswertung blieben die ersten drei Positionen unverändert.

## Meldeliste
| Team                          | Nr. | Fahrer           | Chassis                           | Motor      | Reifen |
| ----------------------------- | --- | ---------------- | --------------------------------- | ---------- | ------ |
| Oracle Red Bull Racing        | 01  | Max Verstappen   | Red Bull Racing RB20              | Honda RBPT | P      |
| Oracle Red Bull Racing        | 11  | Sergio Pérez     | Red Bull Racing RB20              | Honda RBPT | P      |
| Mercedes-AMG Petronas F1 Team | 63  | George Russell   | Mercedes-AMG F1 W15 E Performance | Mercedes   | P      |
| Mercedes-AMG Petronas F1 Team | 44  | Lewis Hamilton   | Mercedes-AMG F1 W15 E Performance | Mercedes   | P      |
| Scuderia Ferrari              | 16  | Charles Leclerc  | Ferrari SF-24                     | Ferrari    | P      |
| Scuderia Ferrari              | 55  | Carlos Sainz jr. | Ferrari SF-24                     | Ferrari    | P      |
| McLaren F1 Team               | 81  | Oscar Piastri    | McLaren MCL38                     | Mercedes   | P      |
| McLaren F1 Team               | 04  | Lando Norris     | McLaren MCL38                     | Mercedes   | P      |
| Aston Martin Aramco F1 Team   | 18  | Lance Stroll     | Aston Martin AMR24                | Mercedes   | P      |
| Aston Martin Aramco F1 Team   | 14  | Fernando Alonso  | Aston Martin AMR24                | Mercedes   | P      |
| BWT Alpine F1 Team            | 31  | Esteban Ocon     | Alpine A524                       | Renault    | P      |
| BWT Alpine F1 Team            | 10  | Pierre Gasly     | Alpine A524                       | Renault    | P      |
| Williams Racing               | 23  | Alexander Albon  | Williams FW46                     | Mercedes   | P      |
| Williams Racing               | 43  | Franco Colapinto | Williams FW46                     | Mercedes   | P      |
| Visa Cash App RB F1 Team      | 30  | Liam Lawson      | RB VCARB 01                       | Honda RBPT | P      |
| Visa Cash App RB F1 Team      | 22  | Yuki Tsunoda     | RB VCARB 01                       | Honda RBPT | P      |
| Stake F1 Team Kick Sauber     | 77  | Valtteri Bottas  | KICK Sauber C44                   | Ferrari    | P      |
| Stake F1 Team Kick Sauber     | 24  | Zhou Guanyu      | KICK Sauber C44                   | Ferrari    | P      |
| MoneyGram Haas F1 Team        | 20  | Kevin Magnussen  | Haas VF-24                        | Ferrari    | P      |
| MoneyGram Haas F1 Team        | 27  | Nico Hülkenberg  | Haas VF-24                        | Ferrari    | P      |

## Klassifikationen

### Sprint-Qualifying
| Pos.                                                                       | Fahrer           | Konstrukteur                 | SQ1      | SQ2        | SQ3      | Start |
| -------------------------------------------------------------------------- | ---------------- | ---------------------------- | -------- | ---------- | -------- | ----- |
| 01                                                                         | Max Verstappen   | Red Bull Racing-Honda RBPT   | 1:33,908 | 1:33,290   | 1:32,833 | 01    |
| 02                                                                         | George Russell   | Mercedes                     | 1:34,125 | 1:33,544   | 1:32,845 | 02    |
| 03                                                                         | Charles Leclerc  | Ferrari                      | 1:33,647 | 1:33,392   | 1:33,059 | 03    |
| 04                                                                         | Lando Norris     | McLaren-Mercedes             | 1:33,919 | 1:33,566   | 1:33,083 | 04    |
| 05                                                                         | Carlos Sainz jr. | Ferrari                      | 1:34,109 | 1:33,274   | 1:33,089 | 05    |
| 06                                                                         | Nico Hülkenberg  | Haas-Ferrari                 | 1:34,825 | 1:33,994   | 1:33,183 | 06    |
| 07                                                                         | Lewis Hamilton   | Mercedes                     | 1:33,840 | 1:33,370   | 1:33,378 | 07    |
| 08                                                                         | Kevin Magnussen  | Haas-Ferrari                 | 1:34,403 | 1:33,788   | 1:33,398 | 08    |
| 09                                                                         | Yuki Tsunoda     | RB-Honda RBPT                | 1:34,646 | 1:34,052   | 1:33,802 | 09    |
| 10                                                                         | Franco Colapinto | Williams-Mercedes            | 1:34,606 | 1:33,952   | 1:34,406 | 10    |
| 11                                                                         | Sergio Pérez     | Red Bull Racing-Honda RBPT   | 1:34,333 | 1:34,244   | –        | 11    |
| 12                                                                         | Pierre Gasly     | Alpine-Renault               | 1:34,865 | 1:34,363   | –        | 12    |
| 13                                                                         | Lance Stroll     | Aston Martin Aramco-Mercedes | 1:34,324 | keine Zeit | –        | 13    |
| 14                                                                         | Fernando Alonso  | Aston Martin Aramco-Mercedes | 1:34,436 | keine Zeit | –        | 14    |
| 15                                                                         | Liam Lawson      | RB-Honda RBPT                | 1:34,617 | keine Zeit | –        | 15    |
| 16                                                                         | Oscar Piastri    | McLaren-Mercedes             | 1:34,881 | –          | –        | 16    |
| 17                                                                         | Esteban Ocon     | Alpine-Renault               | 1:34,917 | –          | –        | 17    |
| 18                                                                         | Alexander Albon  | Williams-Mercedes            | 1:35,054 | –          | –        | Box   |
| 19                                                                         | Valtteri Bottas  | Kick Sauber-Ferrari          | 1:35,148 | –          | –        | 18    |
| 20                                                                         | Zhou Guanyu      | Kick Sauber-Ferrari          | 1:36,472 | –          | –        | 19    |
| 107-Prozent-Zeit: 1:40,202 min (bezogen auf SQ1-Bestzeit von 1:33,647 min) |                  |                              |          |            |          |       |

Anmerkungen
1. ↑  Albon musste aus der Boxengasse starten, da an seinem Wagen unter Parc-fermé-Bedingungen gearbeitet wurde.

### Sprint
| Pos. | Fahrer           | Konstrukteur                 | Runden | Stopps | Zeit      | Start |
| ---- | ---------------- | ---------------------------- | ------ | ------ | --------- | ----- |
| 01   | Max Verstappen   | Red Bull Racing-Honda RBPT   | 19     | 0      | 31:06,146 | 01    |
| 02   | Carlos Sainz jr. | Ferrari                      | 19     | 0      | + 3,882   | 05    |
| 03   | Lando Norris     | McLaren-Mercedes             | 19     | 0      | + 6,240   | 04    |
| 04   | Charles Leclerc  | Ferrari                      | 19     | 0      | + 6,956   | 03    |
| 05   | George Russell   | Mercedes                     | 19     | 0      | + 15,766  | 02    |
| 06   | Lewis Hamilton   | Mercedes                     | 19     | 0      | + 18,724  | 07    |
| 07   | Kevin Magnussen  | Haas-Ferrari                 | 19     | 0      | + 25.161  | 08    |
| 08   | Nico Hülkenberg  | Haas-Ferrari                 | 19     | 0      | + 26.588  | 06    |
| 09   | Sergio Perez     | Red Bull Racing-Honda RBPT   | 19     | 0      | + 29.950  | 11    |
| 10   | Oscar Piastri    | McLaren-Mercedes             | 19     | 0      | + 37,059  | 16    |
| 11   | Yuki Tsunoda     | RB-Honda RBPT                | 19     | 0      | + 38,363  | 09    |
| 12   | Franco Colapinto | Williams-Mercedes            | 19     | 0      | + 39,460  | 10    |
| 13   | Lance Stroll     | Aston Martin Aramco-Mercedes | 19     | 0      | + 41,236  | 13    |
| 14   | Pierre Gasly     | Alpine-Renault               | 19     | 0      | + 41,995  | 12    |
| 15   | Esteban Ocon     | Alpine-Renault               | 19     | 0      | + 42,804  | 17    |
| 16   | Liam Lawson      | RB-Honda RBPT                | 19     | 0      | + 44,008  | 15    |
| 17   | Alexander Albon  | Williams-Mercedes            | 19     | 0      | + 44,564  | Box   |
| 18   | Fernando Alonso  | Aston Martin Aramco-Mercedes | 19     | 0      | + 46,807  | 14    |
| 19   | Zhou Guanyu      | Kick Sauber-Ferrari          | 19     | 0      | + 52,842  | 19    |
| 20   | Valtteri Bottas  | Kick Sauber-Ferrari          | 19     | 0      | + 54,476  | 18    |

Anmerkungen
1. ↑  Piastri erhielt eine Fünf-Sekunden-Zeitstrafe für ein Abdrängen von Gasly. An seiner Position änderte die Strafe allerdings nichts.

### Qualifying
| Pos.                                                                      | Fahrer           | Konstrukteur                 | Q1       | Q2         | Q3         | Start |
| ------------------------------------------------------------------------- | ---------------- | ---------------------------- | -------- | ---------- | ---------- | ----- |
| 01                                                                        | Lando Norris     | McLaren-Mercedes             | 1:33,616 | 1:32,851   | 1:32,330   | 01    |
| 02                                                                        | Max Verstappen   | Red Bull Racing-Honda RBPT   | 1:33,046 | 1:32,584   | 1:32,361   | 02    |
| 03                                                                        | Carlos Sainz jr. | Ferrari                      | 1:33,556 | 1:32,836   | 1:32,652   | 03    |
| 04                                                                        | Charles Leclerc  | Ferrari                      | 1:33,241 | 1:32,962   | 1:32,740   | 04    |
| 05                                                                        | Oscar Piastri    | McLaren-Mercedes             | 1:33,864 | 1:33,057   | 1:32,950   | 05    |
| 06                                                                        | George Russell   | Mercedes                     | 1:33,536 | 1:33,142   | 1:32,974   | Box   |
| 07                                                                        | Pierre Gasly     | Alpine-Renault               | 1:33,550 | 1:33,162   | 1:33,018   | 06    |
| 08                                                                        | Fernando Alonso  | Aston Martin Aramco-Mercedes | 1:33,973 | 1:33,429   | 1:33,309   | 07    |
| 09                                                                        | Kevin Magnussen  | Haas-Ferrari                 | 1:33,564 | 1:33,474   | 1:33,481   | 08    |
| 10                                                                        | Sergio Pérez     | Red Bull Racing-Honda RBPT   | 1:33,611 | 1:33,020   | keine Zeit | 09    |
| 11                                                                        | Yuki Tsunoda     | RB-Honda RBPT                | 1:33,795 | 1:33,506   | –          | 10    |
| 12                                                                        | Nico Hülkenberg  | Haas-Ferrari                 | 1:33,601 | 1:33,544   | –          | 11    |
| 13                                                                        | Esteban Ocon     | Alpine-Renault               | 1:33,986 | 1:33,597   | –          | 12    |
| 14                                                                        | Lance Stroll     | Aston Martin Aramco-Mercedes | 1:34,033 | 1:33,759   | –          | 13    |
| 15                                                                        | Liam Lawson      | RB-Honda RBPT                | 1:33,339 | keine Zeit | –          | 19    |
| 16                                                                        | Alexander Albon  | Williams-Mercedes            | 1:34,051 | –          | –          | 14    |
| 17                                                                        | Franco Colapinto | Williams-Mercedes            | 1:34,062 | –          | –          | 15    |
| 18                                                                        | Valtteri Bottas  | Kick Sauber-Ferrari          | 1:34,152 | –          | –          | 16    |
| 19                                                                        | Lewis Hamilton   | Mercedes                     | 1:34,154 | –          | –          | 17    |
| 20                                                                        | Zhou Guanyu      | Kick Sauber-Ferrari          | 1:34,228 | –          | –          | 18    |
| 107-Prozent-Zeit: 1:39,559 min (bezogen auf Q1-Bestzeit von 1:33,046 min) |                  |                              |          |            |            |       |

Anmerkungen
1. ↑  Russell startete aus der Boxengasse, da an seinem Wagen unter Parc-fermé-Bedingungen gearbeitet wurde.
2. ↑  Lawson musste das Rennen vom Ende der Startaufstellung starten, weil er sein Kontingent an Antriebselementen überschritten hatte.
3. ↑  Zhou erhielt eine Strafe von fünf Startplätzen für einen vierten Energiespeicher.

### Rennen
| Pos.                                                               | Fahrer           | Konstrukteur                 | Runden | Stopps | Zeit        | Start | Schnellste Rennrunde |
| ------------------------------------------------------------------ | ---------------- | ---------------------------- | ------ | ------ | ----------- | ----- | -------------------- |
| 01                                                                 | Charles Leclerc  | Ferrari                      | 56     | 1      | 1:35:09,639 | 04    | 1:37,834 (39.)       |
| 02                                                                 | Carlos Sainz jr. | Ferrari                      | 56     | 1      | + 8,562     | 03    | 1:37,763 (42.)       |
| 03                                                                 | Max Verstappen   | Red Bull Racing-Honda RBPT   | 56     | 1      | + 19,412    | 02    | 1:38,117 (42.)       |
| 04                                                                 | Lando Norris     | McLaren-Mercedes             | 56     | 1      | + 20,354    | 01    | 1:37,679 (55.)       |
| 05                                                                 | Oscar Piastri    | McLaren-Mercedes             | 56     | 1      | + 21,921    | 05    | 1:37,883 (42.)       |
| 06                                                                 | George Russell   | Mercedes                     | 56     | 1      | + 56,295    | Box   | 1:37,656 (42.)       |
| 07                                                                 | Sergio Pérez     | Red Bull Racing-Honda RBPT   | 56     | 1      | + 59,072    | 09    | 1:38,514 (45.)       |
| 08                                                                 | Nico Hülkenberg  | Haas-Ferrari                 | 56     | 1      | + 1:02,957  | 11    | 1:38,404 (51.)       |
| 09                                                                 | Liam Lawson      | RB-Honda RBPT                | 56     | 1      | + 1:10,563  | 19    | 1:38,091 (54.)       |
| 10                                                                 | Franco Colapinto | Williams-Mercedes            | 56     | 1      | + 1:11,979  | 15    | 1:37,611 (46.)       |
| 11                                                                 | Kevin Magnussen  | Haas-Ferrari                 | 56     | 2      | + 1:19,782  | 08    | 1:38,210 (56.)       |
| 12                                                                 | Pierre Gasly     | Alpine-Renault               | 56     | 1      | + 1:30,558  | 06    | 1:38,311 (55.)       |
| 13                                                                 | Fernando Alonso  | Aston Martin Aramco-Mercedes | 55     | 1      | + 1 Runde   | 07    | 1:39,261 (52.)       |
| 14                                                                 | Yuki Tsunoda     | RB-Honda RBPT                | 55     | 1      | + 1 Runde   | 10    | 1:39,193 (54.)       |
| 15                                                                 | Lance Stroll     | Aston Martin Aramco-Mercedes | 55     | 1      | + 1 Runde   | 13    | 1:39,214 (54.)       |
| 16                                                                 | Alexander Albon  | Williams-Mercedes            | 55     | 2      | + 1 Runde   | 14    | 1:39,084 (54.)       |
| 17                                                                 | Valtteri Bottas  | Kick Sauber-Ferrari          | 55     | 1      | + 1 Runde   | 16    | 1:40,575 (53.)       |
| 18                                                                 | Esteban Ocon     | Alpine-Renault               | 55     | 2      | + 1 Runde   | 12    | 1:37,330 (53.)       |
| 19                                                                 | Zhou Guanyu      | Kick Sauber-Ferrari          | 55     | 2      | + 1 Runde   | 18    | 1:39,272 (53.)       |
| –                                                                  | Lewis Hamilton   | Mercedes                     | 1      | 0      | DNF         | 17    | –                    |
| Fahrer des Tages: Charles Leclerc (27,4 % der abgegebenen Stimmen) |                  |                              |        |        |             |       |                      |

Anmerkungen
1. ↑  Norris beendete das Rennen auf Platz 3, erhielt allerdings für das Überholen von Verstappen außerhalb der Strecke eine Fünf-Sekunden-Zeitstrafe und rutschte daher auf Platz 4 zurück.
2. ↑  Gasly erhielt eine Fünf-Sekunden-Zeitstrafe für das Verlassen der Strecke. An seiner Position änderte die Strafe allerdings nichts.
3. ↑  Tsunoda erhielt eine Fünf-Sekunden-Zeitstrafe für ein Abdrängen von Albon. An seiner Position änderte die Strafe allerdings nichts.

## WM-Stände nach dem Rennen
Die ersten zehn des Rennens bekamen 25, 18, 15, 12, 10, 8, 6, 4, 2 bzw. 1 Punkt(e). Der Punkt für die schnellste Rennrunde wurde nicht vergeben, da der betreffende Fahrer nicht unter den ersten Zehn ins Ziel kam.

### Fahrerwertung
| Pos. | Fahrer           | Konstrukteur                 | Punkte |
| ---- | ---------------- | ---------------------------- | ------ |
| 01   | Max Verstappen   | Red Bull Racing-Honda RBPT   | 354    |
| 02   | Lando Norris     | McLaren-Mercedes             | 297    |
| 03   | Charles Leclerc  | Ferrari                      | 275    |
| 04   | Oscar Piastri    | McLaren-Mercedes             | 247    |
| 05   | Carlos Sainz jr. | Ferrari                      | 215    |
| 06   | Lewis Hamilton   | Mercedes                     | 177    |
| 07   | George Russell   | Mercedes                     | 167    |
| 08   | Sergio Pérez     | Red Bull Racing-Honda RBPT   | 150    |
| 09   | Fernando Alonso  | Aston Martin Aramco-Mercedes | 62     |
| 10   | Nico Hülkenberg  | Haas-Ferrari                 | 29     |
| 11   | Lance Stroll     | Aston Martin Aramco-Mercedes | 24     |
| 12   | Yuki Tsunoda     | RB-Honda RBPT                | 22     |

| Pos. | Fahrer           | Konstrukteur           | Punkte |
| ---- | ---------------- | ---------------------- | ------ |
| 13   | Alexander Albon  | Williams-Mercedes      | 12     |
| 14   | Daniel Ricciardo | RB-Honda RBPT          | 12     |
| 15   | Kevin Magnussen  | Haas-Ferrari           | 8      |
| 16   | Pierre Gasly     | Alpine-Renault         | 8      |
| 17   | Oliver Bearman   | Ferrari / Haas-Ferrari | 7      |
| 18   | Franco Colapinto | Williams-Mercedes      | 5      |
| 19   | Esteban Ocon     | Alpine-Renault         | 5      |
| 20   | Liam Lawson      | RB-Honda RBPT          | 2      |
| 21   | Zhou Guanyu      | Kick Sauber-Ferrari    | 0      |
| 22   | Logan Sargeant   | Williams-Mercedes      | 0      |
| 23   | Valtteri Bottas  | Kick Sauber-Ferrari    | 0      |

### Konstrukteurswertung
| Pos. | Konstrukteur                 | Punkte |
| ---- | ---------------------------- | ------ |
| 01   | McLaren-Mercedes             | 544    |
| 02   | Red Bull Racing-Honda RBPT   | 504    |
| 03   | Ferrari                      | 496    |
| 04   | Mercedes                     | 344    |
| 05   | Aston Martin Aramco-Mercedes | 86     |

| Pos. | Konstrukteur        | Punkte |
| ---- | ------------------- | ------ |
| 06   | Haas-Ferrari        | 38     |
| 07   | RB-Honda RBPT       | 36     |
| 08   | Williams-Mercedes   | 17     |
| 09   | Alpine-Renault      | 13     |
| 10   | Kick Sauber-Ferrari | 0      |